# Aleksiej Kazem-Bek
Aleksiej Nikołajewicz Kazem-Bek (ros. Алексей Николаевич Казем-Бек, ur. 1859, zm. 1919) – rosyjski lekarz.
Studiował medycynę na Uniwersytecie w Kazaniu. Ukończył studia w 1883 roku, po czym pracował na uczelni u Winogradowa. W 1887 roku otrzymał tytuł doktora nauk medycznych, potem był Privatdozentem w wydziale diagnostyki. Od 1894 do 1904 roku stał na czele katedry diagnostyki, a od 1904 do 1916 katedry terapii. Był założycielem ligi przeciwgruźliczej. Opisał tzw. objaw (zespół) Kazem-Beka.